# Triftsteig (Reichramingbach)

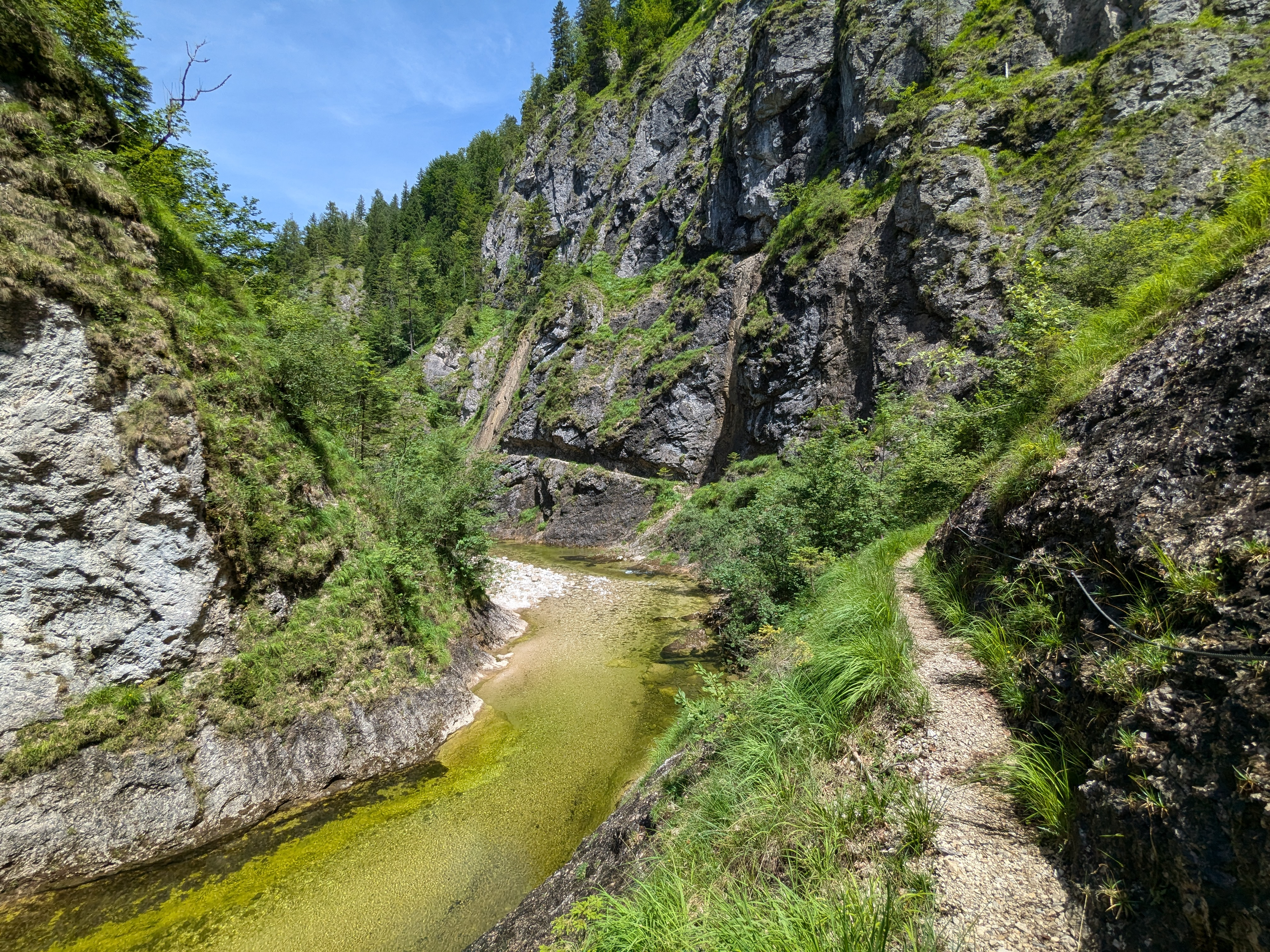
Triftsteig 2024

Der Triftsteig ist ein Steig entlang der Großen Schlucht des Großen Baches im Reichraminger Hintergebirge. 

## Geschichte
Bis zum Anfang des 20. Jahrhunderts wurde Holz aus den zahlreichen Seitengräben zum Großen Bach und weiter zur Großen Klause getriftet. Die Triftstrecken waren seitlich von Steigen gesäumt, von denen die Holzknechte das Holz weiter zogen und Blockaden mit langen Stangen und Haken auflösten. Der Triftsteig wurde teilweise in die senkrechten Felswände gehauen und Gräben wurden mit schmalen Holzstegen überbrückt.  Der Triftsteig diente als wichtiger Verbindungsweg, um in die abgelegenen Teile des Hintergebirges zu gelangen. Mit der Errichtung der Waldbahn und dem Ende der Holztrift verfiel der Triftsteig. In den Jahren 1986/87 wurde der Steig saniert und ist heute als Klettersteig mit Schwierigkeitsgrad B ausgewiesen.

## Beschreibung
Der Steig verläuft am orographisch rechten Ufer des Großen Bachs abwechselnd hoch über diesem, dann wieder direkt entlang der Uferlinie. Die rund 2 km lange Strecke erstreckt sich zwischen der Brücke beim Schleierfall (536 m ü. A.) im Süden und dem Annerlsteg (515 m ü. A.) im Norden. Schwierige Stellen wurden mit Stahlseilen und Klammern versehen.

## Flora und Vegetation
Entlang des Triftsteiges gedeiht ein Vegetationsmosaik aus Laubwäldern und dealpinen Arten. In der letzten Aprilwoche blüht an den Hänge die Clusius-Primel, Petergstamm und die Zwergalpenrose. Wenig später blühen Clusius-Enzian und Felsen-Baldrian. An weiteren bemerkenswerten Arten seien erwähnt: Österreichische Rippendolde (häufig), Schatten-Segge, Berg-Flockenblume, Österreichische Wolfsmilch, Blaugrüner Steinbrech, Berg-Baldrian, Felsen-Fingerkraut, Kurzährige Segge, Alpen-Hahnenfuß, Verschiedenfärbiger Bunt-Schwingel (Festuca versicolor) und Sternhaar-Zwerg-Gänsekresse.